# Fritz Schiele
Fritz Schiele (* 13. November 1876 in Ulm; † 11. Juni 1965) war ein deutscher Jurist.

## Werdegang
Schiele studierte Rechtswissenschaften in Tübingen und Leipzig. Seit dem Wintersemester 1894/95 war er Mitglied der Burschenschaft Germania Tübingen.
Er trat 1903 als Hilfsrichter in den württembergischen Justizdienst ein. Von 1909 bis 1914 war er Staatsanwalt in Tübingen, dann von 1914 bis 1919 Landrichter und von 1919 bis 1925 Landgerichtsrat. 1936 wechselte er als Präsident des Landgerichts nach Rottweil. 1937 kehrte er als Präsident an das Landgericht Tübingen zurück. Schließlich wurde er 1942 pensioniert, aber schon 1943 kriegsbedingt wieder in den Dienst geholt.
Politisch unbelastet, erwarb er sich nach 1945 große Verdienste beim Wiederaufbau des Gerichtswesens in Tübingen.

## Ehrungen
- 1952: Verdienstkreuz (Steckkreuz) der Bundesrepublik Deutschland